# Yoshida Brothers (album)
Pour les articles homonymes, voir Yoshida.
Pour le groupe, voir Yoshida Brothers.
The Yoshida Brothers est le premier album disponible à l'export des Yoshida Brothers.

## Titres
1. "Starting on a Journey"
2. "Blooming"
3. "Madrugada"
4. "Storm"
5. "A Hill with No Name"
6. "Tsugaru Jyongara Bushi (Kenichi Version)'"
7. "Labyrinth "Modern" Second Movement"
8. "Sprouting"
9. "Beyond the Deep Sea"
10. "Tsugaru Jyongara Bushi (Ryoichiro Version)"
11. "Storm (T.M. Mix)"